# Gomilsko
Gomilsko (prononcé /ɡɔˈmiːlskɔ/) est un village de la municipalité de Braslovče, dans le nord de la Slovénie. La région fait partie de la région traditionnelle de Styrie. La municipalité fait désormais partie de la région statistique de Savinja.
Sa position géographique correspond à la mutatio Ad Medias, relevée en 333 par l'anonyme de Bordeaux lors de son pèlerinage vers Jérusalem. Cette station se trouve à égale distance d'Atrans (Trojane) à 13 milles romains et la Civitas Celeia (Celje) également à 13 milles. 
Le positionnement habituel de la station à Ločica pri Vranskem ne respecte pas cette position médiane. Considérant la proximité nécessaire de l'eau pour les chevaux, la mutatio pourrait se situer plus précisément en bordure de la Bolska ou, un petit plus à l'est, proche de la Trnavca.

## Église
L'église paroissiale de la colonie est dédiée à Saint-Étienne et appartient au diocèse catholique romain de Celje. Elle date du XVe siècle avec de nombreux ajouts et reconstructions au fil des siècles.